# 알말리크
알말리크(Almaliq)는 중앙아시아 톈산 북로에 있던 옛 오아시스 도시이다.